# Comuna Lîtvîneț, Kaniv
Lîtvîneț (în ucraineană Литвинець) este o comună în raionul Kaniv, regiunea Cerkasî, Ucraina, formată din satele Kovali și Lîtvîneț (reședința).

## Demografie
Componența lingvistică a comunei Lîtvîneț
     Ucraineană (97,97%)
     Rusă (1,93%)
Conform recensământului din 2001, majoritatea populației comunei Lîtvîneț era vorbitoare de ucraineană (97,97%), existând în minoritate și vorbitori de rusă (1,93%).